# 新星航空
新星航空（英語：Nova Airways）是苏丹的一家航空公司。

## 机队
新星航空机队现有以下飞机：（截止2009年7月4日） : 
- 1架 波音737-500
- 4架 庞巴迪CRJ-200
- 1架 福克50